# Briatico
Briatico est une commune italienne de la province de Vibo Valentia, dans la région Calabre.

## Administration
| Période                                  | Période | Identité | Étiquette | Qualité |
| ---------------------------------------- | ------- | -------- | --------- | ------- |
|                                          |         |          |           |         |
| Les données manquantes sont à compléter. |         |          |           |         |

### Hameaux
Conidoni, Mandaradoni, Paradisoni, Potenzoni, San Costantino, San Leo, Sciconi

### Communes limitrophes
Cessaniti, Vibo Valentia, Zaccanopoli, Zambrone